# Nikobule
Nikobule oder Nikobula (griechisch: Νικοβούλη, Nikoboúlē) ist eine angebliche griechische Geschichtsschreiberin, die ein Werk über Alexander den Großen geschrieben haben soll. Sie wäre damit die einzige bekannte weibliche Alexanderhistorikerin.
Weder das tatsächliche Geschlecht noch andere Informationen zur Person sind bekannt. Der Name ist lediglich aus zwei Paraphrasierungen von Athenaios in seinen Deipnosophistai bekannt. Wenn Nikobule eine reale Person war, dann lebte sie wahrscheinlich im Zeitraum des 3. bis 1. Jahrhunderts v. Chr.
In der ersten Stelle in Buch 10, Nummer 44, notiert Athenaios, dass Nikobule „oder wer auch immer es war, der die ihr zugeschriebenen Bücher geschrieben hat“ schreibt, dass Alexander bei einem Abendbankett mit einem Thessalier namens Medeus und weiteren zwanzig Leuten, jedem der Gäste etwas versprach (verpfändete) und sich von jedem etwas zusichern ließ – und dann sofort schlafen ging.
In der zweiten Stelle im Buch 12, Nummer 53, gibt Athenaios an, dass Nikobule berichtet, Alexander habe bei einem Festbankett noch beim letzten Gang ein Stück aus Euripides’ Andromeda vorgetragen und dann in einem Zug einen Becher ungemischten Wein geleert und alle anderen genötigt mitzuhalten.
Der Name taucht noch zweimal ohne weitere Informationen bei Plinius dem Älteren in der Naturalis historia in der Liste der verwendeten Quellen auf.
Judy Chicago widmete ihr eine Inschrift auf den dreieckigen Bodenfliesen des Heritage Floor ihrer 1974 bis 1979 entstandenen Installation The Dinner Party. Die mit dem Namen Nicobule beschrifteten Porzellanfliesen sind dem Platz mit dem Gedeck für Aspasia zugeordnet.